# Johann Tobias Krebs
Johann Tobias Krebs (ur. 7 lipca 1690 w okolicach Weimaru, zm. 11 lutego 1762 tamże) – niemiecki organista i kompozytor. Był uczniem Johanna Gottfrieda Walthera oraz Johanna Sebastiana Bacha. Czasami przypisuje mu się autorstwo Ośmiu małych preludiów i fug pierwotnie przypisywanych Bachowi. jego synem był organista i kompozytor Johann Ludwig Krebs.